# Langley, Essex
Langley är en by och en civil parish i Uttlesford i Storbritannien. Den ligger i grevskapet Essex och riksdelen England, i den sydöstra delen av landet, 60 km norr om huvudstaden London. Orten har 334 invånare (2001).